# Culcha Candela

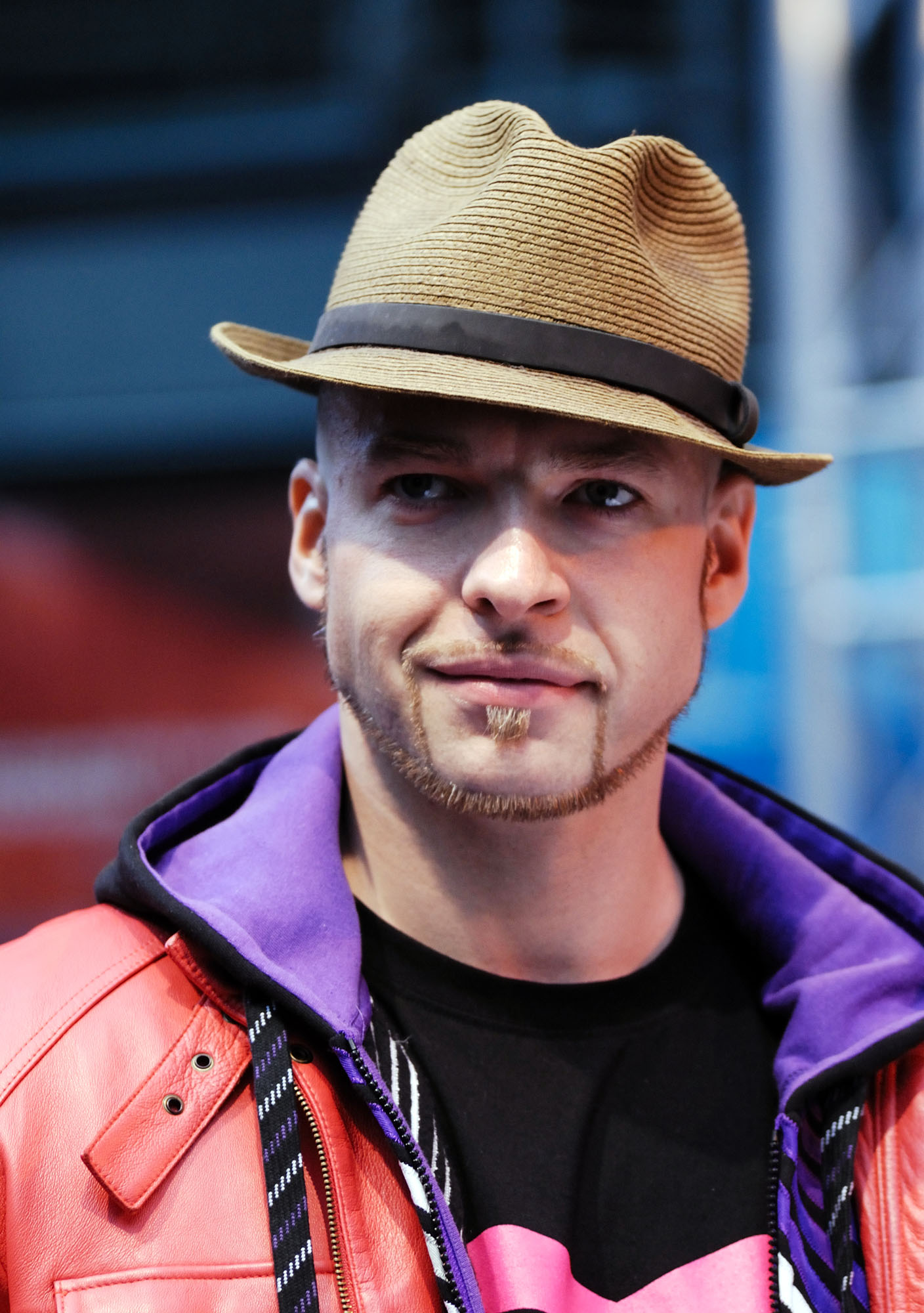
Itchyban

Culcha Candela ist eine 2002 gegründete Band des Reggae, Dancehall und Hip-Hop aus Berlin mit internationaler Besetzung, die sich multiethnisch inszeniert. Ihre Liedtexte reichen von ernstem, gesellschaftskritischem Inhalt (Una cosa…, Schöne neue Welt) bis hin zu stimmungshebenden Liedern (Hamma, Monsta). 

## Geschichte
Culcha Candela selbst legen ihre Gründung auf den 7. Juli 2002 durch die Bandmitglieder Johnny Strange, Itchyban und Lafrotino. Nach und nach kamen noch Larsito, Mr. Reedoo (eig. Hanno Graf), Don Cali (eig. Omar David Römer Duque) und DJ Chino (eig. Matthias Hafemann) dazu. Jasik ist gebürtiger Pole, Hafemann Sohn eines deutschen Vaters und einer südkoreanischen Mutter und Lwanga Sohn eines ugandischen Vaters und einer deutschen Mutter. Don Cali und Lafrotino sind beide gebürtige Kolumbianer, ebenso wie Larsitos Vater.
Die unterschiedliche Herkunft der Mitglieder spiegelt sich auch in der Musik wider, so rappen und singen die Bandmitglieder auf Englisch, Deutsch, Spanisch und Patois. In den folgenden Jahren gaben sie zahlreiche Konzerte, im Jahre 2004 kam das Debütalbum Union Verdadera heraus, das sogar in die deutschen Charts einstieg.
Die Gruppe war gemeinsam mit Saïan Supa Crew, Gentleman und den Söhnen Mannheims auf Tournee. Im Mai 2005 erschien ein Remix von Sientelo, dem Reggaeton-Hit des Puertoricaners Speedy und der US-Sängerin Lumidee. Am 12. September 2005 folgte das zweite Album Next Generation, das auch Anlass für die erste eigene Tour war. Es ähnelt vom Stil her dem Vorgänger, war also größtenteils von Reggae geprägt.
Am 10. August 2007 erschien mit Hamma! die Vorabsingle des am 31. August 2007 veröffentlichten dritten Albums Culcha Candela. Mit dem Direkteinstieg auf Platz 1 am 24. August 2007 gelang der Band überraschend der größte Erfolg ihrer bisherigen Karriere. In den folgenden sechs Wochen konnten sie den ersten Platz in den Singlecharts erfolgreich verteidigen. Hamma! erreichte später Platin. Es folgte eine Hamma!-Tour im deutschsprachigen Raum. Als zweite Auskopplung aus dem Album erschien Ey DJ am 23. November 2007.

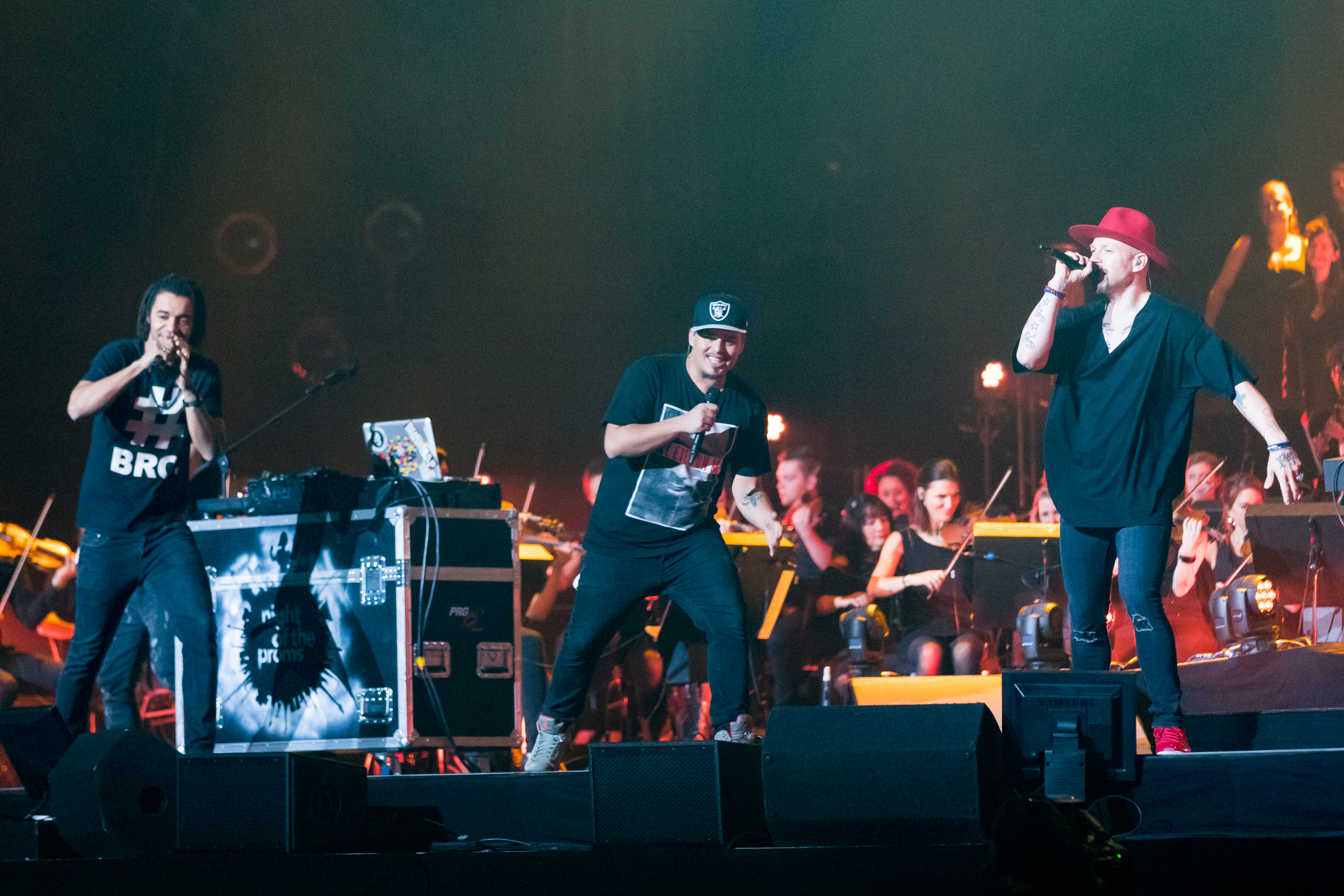
Culcha Candela bei den Night of the Proms 2017 in der SAP Arena in Mannheim

Am 14. Februar 2008 vertrat die Band ihre Heimatstadt Berlin mit dem Song Chica beim Bundesvision Song Contest in der TUI Arena, bei welchem sie den siebten Platz belegte.
Am 28. August 2009 erschien ihr viertes Studioalbum Schöne neue Welt, für das sie 2011 in Deutschland mit Platin und in der Schweiz mit Gold prämiert wurden. Das Album hielt sich über ein Jahr lang in den deutschen Charts. Vom Stil her orientierte es sich an seinem Vorgänger, es befinden sich Partysongs, ernste Lieder, aber auch zwei Balladen darauf.
Als erste Singleauskopplung wurde der gleichnamige Song Schöne neue Welt veröffentlicht, in dem es um die gesellschaftliche, politische Entwicklung und die der Umwelt geht.
Die zweite Single Monsta erschien am 22. Oktober, sie erreichte in Deutschland Gold und in der Schweiz sogar Platin. Dritte Single wurde Eiskalt, die am 19. März 2010 erschien. Im Sommer 2010 wurde die vierte und letzte Single Somma im Kiez veröffentlicht.
Im November 2010 waren Culcha Candela drei Wochen lang auf Einladung des Goethe-Instituts in Mittelamerika auf Tour. In diesem Jahr verließ Lafrotino die Band.
Am 22. Oktober 2010 erschien ihr erstes Best-of-Album Das Beste, auf dem sich Songs ihrer vier alten Alben, aber auch drei neue Lieder befinden: Move It, Berlin City Girl und General. Als erste Single wurde am 8. Oktober Move It veröffentlicht und stieg in den deutschen Charts bis Platz 7. Als zweite Auskopplung am 14. Januar 2011 wurde Berlin City Girl als Wir Edition Remix veröffentlicht.
Am 27. Mai traten sie in der König-Pilsener-Arena in Oberhausen bei der Verleihung des VIVA Comet 2011 auf und bekamen auch den Preis in der Kategorie Beste Band verliehen. Nach der Preisverleihung kündigten sie für Ende des Jahres ein neues Album (Flätrate) an, dessen ersten Song sie auf ihrer Tour vorstellten: Hungry Eyes.
Am 6. Januar 2012 erschien die Single Wildes Ding. Die „Dschungelversion“ des Songs war Titellied zum RTL-Dschungelcamp 2012. Am 8. März 2012 starteten sie ihre 15 Konzerte umfassende Flätrate Tour mit einem Konzert in Dresden und gaben drei Wochen darauf das Abschlusskonzert in ihrer Heimatstadt Berlin vor ungefähr 7000 Fans.
Ende 2012 gaben sie bekannt, dass sie sich im nächsten Jahr eine Auszeit nehmen werden, es sollen weder Konzerte stattfinden, noch neue Musik veröffentlicht werden. Stattdessen wollten sie an Soloprojekten arbeiten. So bot Larsito Trommelworkshops an und nahm ein Album mit dem Namen Etwas bleibt auf, Johnny Strange engagierte sich für die Organisation Afrika Rise, Don Cali produzierte als Teil des Projektes KAO Musik, Chino und Itchy traten als Itchinosound auf. Im Juni 2014 veröffentlichte Itchyban unter seinem richtigen Vornamen Mateo sein Soloalbum Unperfekt beim Label Warner.
Am 15. Mai 2014 gab Culcha Candela offiziell bekannt, dass Larsito und Mr. Reedoo die Band verlassen haben und nun solo weiterarbeiten möchten. Anfang 2015 gaben die vier verbliebenen Bandmitglieder ebenfalls den Wechsel zu Warner Music und das Erscheinen eines neuen gemeinsamen Albums im Sommer 2015 bekannt. Am 1. Mai 2015 veröffentlichten sie das Lied La Noche Entera, welches als Pre-Single exklusiv auf ihrer Facebook-Seite Premiere feierte. Am 5. Juni erschien ihre erste offizielle Single Wayne (feat. Curlyman) vom neuen Album Candelistan, welches am 28. August 2015 auf den Markt kam.

## Stil und Inhalte
Zu Beginn ihrer Karriere mischten sie hauptsächlich die Genres Reggae, Salsa, Samba und Dancehall. Die Musik wurde fast ausschließlich live im Studio mit Instrumenten entweder von ihnen selbst oder von Gastmusikern eingespielt. Auf ihren ersten beiden Alben singen sie noch gleichmäßig verteilt in Deutsch, Spanisch und Englisch beziehungsweise Patois, in dem Song Back to Our Roots singt Johnny Strange sogar auf Luganda. Sie legten außerdem noch mehr Wert auf Texte mit sozial- und politikkritischen Inhalten, wie zum Beispiel in Una Cosa, einem Song gegen Kokainkonsum, in dem sämtliche Mitglieder mit Ausnahme Larsitos auf Spanisch oder Englisch einen Menschen spielt, der über Drogen spricht, so spielt Itchyban einen stolzen Drogendealer und Lafrotino einen Mann, der vor den Drogen warnt, oder Mother Earth, der für mehr Umweltbewusstsein plädiert. Ferner spielten sie des Öfteren mit ihren verschiedenen Kulturen und ihrer Vielfalt. Dennoch gab es auch damals bereits Partysongs wie Solarenergie, One Destination (Wir Wollen’s Schneller) oder Partybus.
Mit den nächsten Alben änderte sich der Stil: Auf dem Album Culcha Candela befinden sich mehr Dancehall- und Popsongs und stattdessen mit Revolution nur noch ein Reggae-Titel. Auffällig ist auch, dass sie nur noch eine Single mit nicht nur deutschen Texten auskoppelten. Mit Schöne Neue Welt bewegten sie sich noch weiter weg von Reggae und auch die Sprachenverteilung fiel nun anders aus: Sie singen überwiegend auf Deutsch und alle Auskopplungen beinhalten nur deutsche Lyrics. Ferner haben nur noch die Songs Schöne Neue Welt und Steh auf einen gesellschaftspolitischen Inhalt. Die erste Single zum Beispiel kritisiert mit viel Ironie die heutige Konsum-Gesellschaft und spricht auch Umweltprobleme an. Mit Flätrate distanzierten sie sich fast völlig von ihren ursprünglichen musikalischen Wurzeln: Viel mehr Elemente aus der Elektronikmusik und House werden verwendet, nur noch wenige Stellen wurden mit Musikinstrumenten aufgenommen und ihre Stimmen wurden auch mit Auto-Tune überarbeitet. Sie konzentrieren sich inhaltlich auch mehr auf Unterhaltung und Spaß und weniger auf Kritik oder soziale Inhalte. Immerhin beinhaltet das Album mit Von allein die erste Single mit nicht ausschließlich englischen Texten seit Chica im Jahr 2007, welches zudem ihren größten Hit in Österreich darstellt.
Auch Candelistan ist nach wie vor ein Partyalbum, hier wird jedoch wieder etwas Autotune verwendet. Hier gibt es auch wieder mehr sozialkritische Lieder wie z. B. Traumwelt oder Lass ma einen baun. Außerdem sind wieder mehr Dancehall-Einflüsse zu hören und mit Coming Home und Lass ma einen bauen gibt es auch wieder zwei Reggae-Songs. Des Weiteren wurde die Sprachverteilung erneut geändert. Zwar dominieren erneut die deutschsprachigen Lyrics (jedes Lied beinhaltet zumindest einen deutschsprachigen Part), im Vergleich zu Flätrate gibt es jedoch wieder mehr spanischsprachige Texte, die jetzt allerdings nach dem Ausscheiden der anderen beiden Kolumbianer komplett von Don Cali interpretiert werden. Da sie jetzt nur noch zu viert sind, ist die Einteilung klarer gewordenː Mateo singt auf Deutsch, Johnny Strange auf Deutsch sowie auf Englisch oder Patois in La Noche Entera (welche die erste Single mit englischem Text seit Follow Me im Jahr 2006 darstellt) und Zeiten ändern sich und Don Cali auf Spanisch oder Deutsch. Auf dem Song Together We Are One (Bring Back The Energy) mit Remady und Manu-L, welcher zwar nicht auf dem Album enthalten war, welcher jedoch der zweitgrößte Hit in der Schweiz für Culcha Candela nach Monsta wurde, übernimmt Mateo sogar erstmals einen englischsprachigen Part. Das Album Feel Erfolg ist ein reines Dancehall-Album. Englischsprachige Texte gibt es überhaupt nicht mehr (bis auf den Refrain von Rodeo), dafür sind noch mehr spanische Verse von Don Cali zu finden. Das Album beinhaltet auch ein Remake von Ey DJ unter dem Namen Ey DJ II mit neuen Strophen im Soca-Stil. Die dritte Singleauskopplung In meiner City beinhaltet einen Gastbeitrag Mr. Reedoo, der den Refrain singt, das Lied selbst beinhaltet die Bridge ihrer Debütsingle In da city. Insgesamt ist das Album wieder mehr auf Spaß als auf Sozialkritik ausgelegt.
Auch einige der sechs neuen Songs des Albums Besteste, die allesamt im elektronischen Dancehall/Hip-Hop-Stil gehalten sind, beinhalten, wohl um den Bandnamen in Ehre zuhalten, einen spanischen Vers Don Calis, darunter u. a. die Single No tengo Problema.
Auch die Alben Top Ten und Zum wahr um schön zu sein sind reine Dancehall-Alben mit Hip-Hop- und Reggaeton-Einflüssen. Ersteres enthält mit Quiereme Ahora das erste Lied mit englischsprachigem Vers bzw. ohne deutsche Texte seit Big Fat Smile und Rise And Shine aus Flätrate.

## Soziales Engagement
Culcha Candela hat unter anderem bei der DVD Kein Bock auf Nazis mitgewirkt, eine Initiative, die sich gegen die Ideen der NPD und den Neonazismus richtet.
Johnny Strange, mit bürgerlichem Namen John Magiriba Lwanga, gründete im April 2008 die Organisation Afrika Rise, deren Ziel es ist, die Aufbauarbeit in Afrika und den Austausch zwischen Deutschland und Afrika zu fördern. Bei den kulturellen Veranstaltungen wie zum 50. Unabhängigkeitstag Ugandas, dem Heimatland seines Vaters, tritt er regelmäßig auch mit anderen Bandmitgliedern auf.
Für den Verein Action!Kidz, der sich gegen Kinderarbeit einsetzt, waren sie 2012 einer der prominenten Partner.
Auch beim Integrationswettbewerb Alle Kids sind VIPs der Bertelsmann Stiftung fungiert sie als Botschafter. Ihr Ziel sind faire Bildungschancen im deutschen Bildungssystem. Bei dem Integrationswettbewerb geht es darum, Schüler und Lehrer dazu anzuregen, sich für mehr Fairness und Integration im Schulalltag starkzumachen.
Die Band äußert sich auf der eigenen Facebookseite regelmäßig zu den aktuellen politischen Geschehnissen und positioniert sich dabei offen gegen Rassismus und Diktatur.
Des Weiteren engagiert sich die Band regelmäßig bei der Arche Berlin.
Seit 2020 engagiert sich Culcha Candela auch für die Hilfsorganisation Project Wings aus Koblenz. Diese engagiert sich mit verschiedenen Projekten sowohl in Deutschland als auch in Indonesien für den Umweltschutz und verbindet mit ihrer Arbeit Mensch, Natur und Tier. Als Projektpaten traten Jonny und DJ Chino 2022 für das Projekt Umweltbildung von Project Wings beim RTL-Spendenmarathon – „RTL – Wir helfen Kindern“ auf.

## Kontroversen
Im April 2020 entfachte die Band einen Shitstorm wegen Tweets zu den Corona-Beschränkungen während der COVID-19-Pandemie.
Bei einem durch öffentliche Mittel finanzierten Konzert im Juni 2025 im österreichischen Tulln sorgte die Band für Aufsehen, als sie öffentlich eine Partei diffamierte. Auf der Bühne wurde die FPÖ und deren Anhänger als „Ar***geigen“ und „Braune“ bezeichnet.
Culcha Candela wurde als Hauptact des CSD 2025 in Köln von Veranstalter ColognePride e. V. eingeladen. Sie traten auf der Bühne am Heumarkt auf. Während des Konzerts stelle der Veranstalter Dolmetscher für Gebärdesprache zur Verfügung. Nach Angaben des Instagram-Accounts des Veranstalters verwies Culcha Candela die dolmetschende Person der Bühne, so dass der Teil des Publikums, der darauf angewiesen war, keine Möglichkeit einer Übersetzung mehr vorfand. Culcha Candela verwies in ihrer Instagram-Story nach dem Auftritt bei Fragen auf den Account des Veranstalters. Nach besagtem Statement von ColognePride e. V. auf Instagram veröffentlichte Culcha Candela selbst einen Screenshot aus dem Privatchat mit dem Veranstalter. In diesem war zu sehen, dass Culcha Candela mit der Art der Kommunikation des Veranstalters nicht zufrieden war. Sie schrieben "Wir wussten von nix bis nach dem Auftritt, nicht mal, dass es Dolmetscher/innen gibt" und warfen dem Veranstalter vor, die Band "ins offene Messer laufen" zu lassen. Auf sozialen Medien und in der Presse hat Culcha Candela für dieses Verhalten Kritik geerntet mit dem Vorwurf, dass sie sich selbst als Opfer inszenieren.

## Diskografie
Studioalben

| Jahr | Titel Musiklabel                             | Höchstplatzierung, Gesamtwochen, AuszeichnungChartplatzierungen (Jahr, Titel, Musiklabel, Platzierungen, Wochen, Auszeichnungen, Anmerkungen) | Höchstplatzierung, Gesamtwochen, AuszeichnungChartplatzierungen (Jahr, Titel, Musiklabel, Platzierungen, Wochen, Auszeichnungen, Anmerkungen) | Höchstplatzierung, Gesamtwochen, AuszeichnungChartplatzierungen (Jahr, Titel, Musiklabel, Platzierungen, Wochen, Auszeichnungen, Anmerkungen) | Anmerkungen                                                 |
| Jahr | Titel Musiklabel                             | DE | AT | CH | Anmerkungen                                                 |
| ---- | -------------------------------------------- | --- | --- | --- | ----------------------------------------------------------- |
| 2004 | Union Verdadera Urban Records (UMG)          | DE52 (1 Wo.)DE | — | — | Erstveröffentlichung: 20. September 2004                    |
| 2005 | Next Generation Urban Records (UMG)          | DE20 (4 Wo.)DE | AT73 (1 Wo.)AT | — | Erstveröffentlichung: 12. September 2005                    |
| 2007 | Culcha Candela Urban Records (UMG)           | DE6 Platin · (31 Wo.)DE | AT35 (6 Wo.)AT | CH23 (12 Wo.)CH | Erstveröffentlichung: 31. August 2007 Verkäufe: + 200.000   |
| 2009 | Schöne neue Welt Urban Records (UMG)         | DE8 ×3Dreifachgold · (60 Wo.)DE | AT26 (42 Wo.)AT | CH12 Gold · (46 Wo.)CH | Erstveröffentlichung: 28. August 2009 Verkäufe: + 315.000   |
| 2011 | Flätrate Urban Records (UMG)                 | DE15 Gold · (39 Wo.)DE | AT44 (12 Wo.)AT | CH25 (9 Wo.)CH | Erstveröffentlichung: 25. November 2011 Verkäufe: + 100.000 |
| 2015 | Candelistan Dolcerita (WMG)                  | DE11 (5 Wo.)DE | AT19 (3 Wo.)AT | CH15 (5 Wo.)CH | Erstveröffentlichung: 28. August 2015                       |
| 2017 | Feel Erfolg RCA Records (Sony)               | DE17 (2 Wo.)DE | AT32 (1 Wo.)AT | CH80 (1 Wo.)CH | Erstveröffentlichung: 25. August 2017                       |
| 2021 | Top Ten Culcha Sound (Sony)                  | — | — | — | Erstveröffentlichung: 28. Mai 2021                          |
| 2023 | Zu wahr um schön zu sein Culcha Sound (Sony) | — | — | — | Erstveröffentlichung: 10. März 2023                         |

## Auszeichnungen
- Comet
  - 2011: für Beste Band

Nominierungen:
- Comet
  - 2008: für Beste Band
  - 2008: für Bester Song (Hamma!)
  - 2010: für Bester Partysong (Monsta)
  - 2010: für Bester Liveact
  - 2011: für Bester Partysong (Berlin City Girl)
- Echo
  - 2008: für Nationale Künstler/Gruppe Hip-Hop/R&B
- MTV EMA
  - 2011: für Best German Act
- 1 Live Krone
  - 2011: für Beste Band